# EVN Report
EVN Report — некоммерческий новостной интернет-сайт, освещающий армянские новости для англоязычной аудитории. Он базируется в Ереване, Армения, название заимствовано от кода аэропорта ИАТА (EVN — код аэропорта ИАТА ереванского международного аэропорта Звартноц).
Сайт начал свою деятельность в 2017 году, но стал известен во время Бархатной революции 2018 года в Армении как основной источник англоязычных репортажей. После запуска в Ереване центра поддержки социальных инноваций и предпринимательства Impact Hub в 2019 году, компания переехала в собственное офисное помещение.
Помимо освещения текущих новостей, EVN Report также делает акцент на областях политики, которые по мнению компании игнорируются другими организациями. Как некоммерческая организация, она финансируется только за счёт пожертвований читателей. Компания также получила грант от Национального фонда демократии.